# Komatsu (Ishikawa)
Komatsu (japanisch 小松市, -shi) ist eine Stadt in der japanischen Präfektur Ishikawa.

## Geographie
Komatsu liegt südlich von Kanazawa am Japanischen Meer.

## Wirtschaft
- Komatsu, Baumaschinenhersteller

## Sehenswürdigkeiten
- Altstadt (旧市街)
- Nata-dera (那谷寺)
- Otabi-Matsuri (お旅祭り)
- Burgruine Komatsu

Komatsu beherbergt mit dem 718 gegründeten Hōshi nach dem Nishiyama Onsen Keiunkan das zweitälteste Ryokan in Japan.

## Verkehr
- Flughafen Komatsu (IATA: KMQ, ICAO: RJNK)
- Zug:
  - JR Hokuriku-Hauptlinie
- Straße:
  - Hokuriku-Autobahn
  - Nationalstraße 8, nach Kyōto und Niigata
  - Nationalstraße 305, nach Kanazawa und Minamiechizen
  - Nationalstraße 360, nach Toyama
  - Nationalstraße 416, nach Fukui

## Städtepartnerschaften
- Gateshead
- Vilvoorde

## Söhne und Töchter der Stadt
- Katsuki Yasuji (1905–1994), Physiologe, Ehrenbürger der Stadt
- Mai Nakagawa (* 1987), Wasserspringerin

## Weblinks

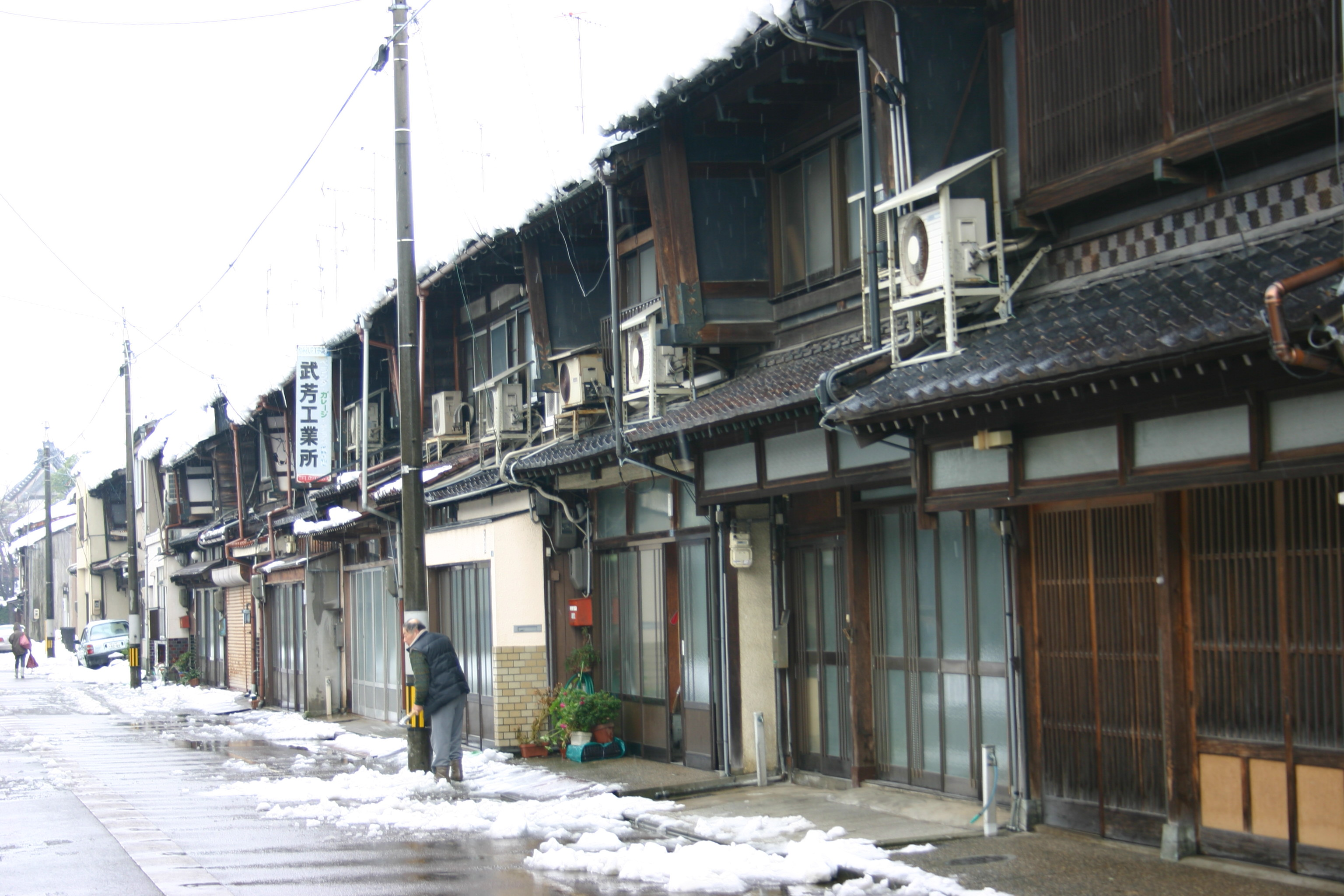
Altstadt
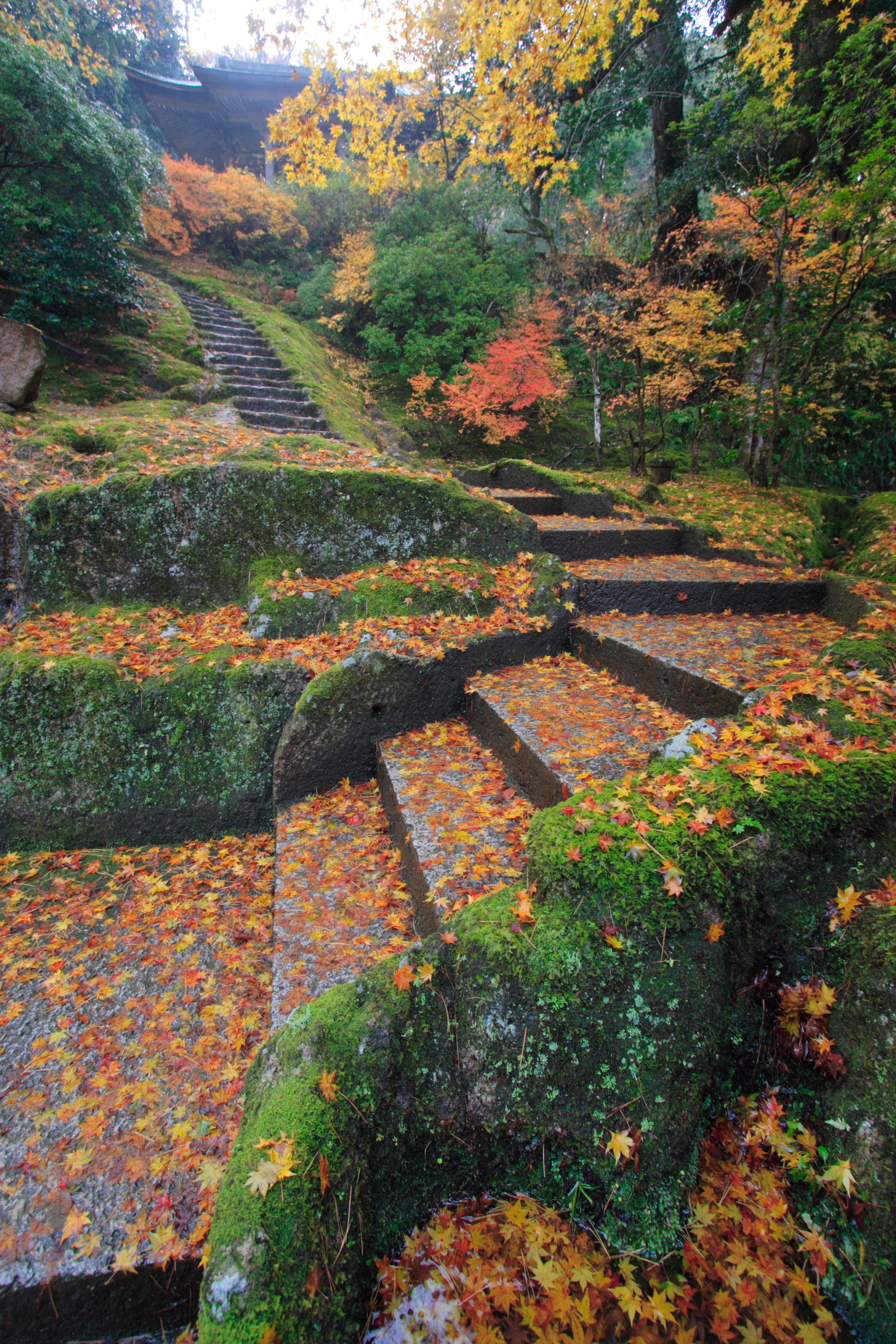
Nata-dera
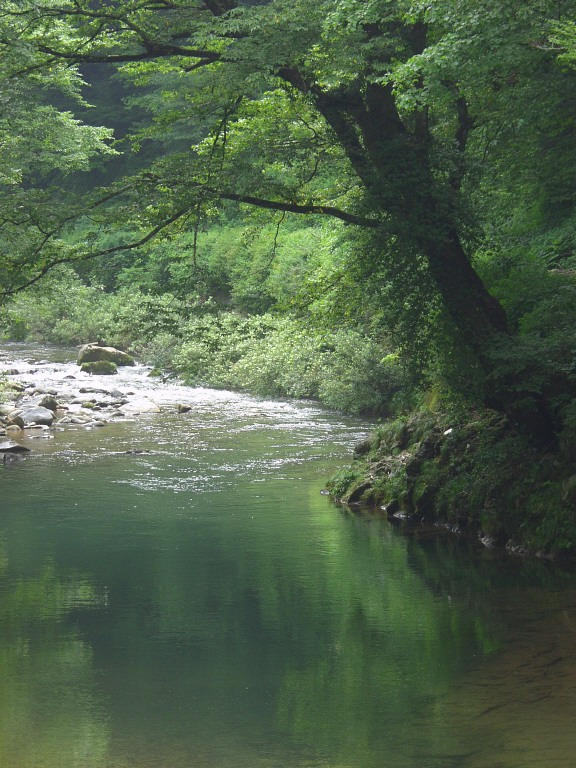
Bergfluss Dainichi (大日川, Dainichi-kawa)
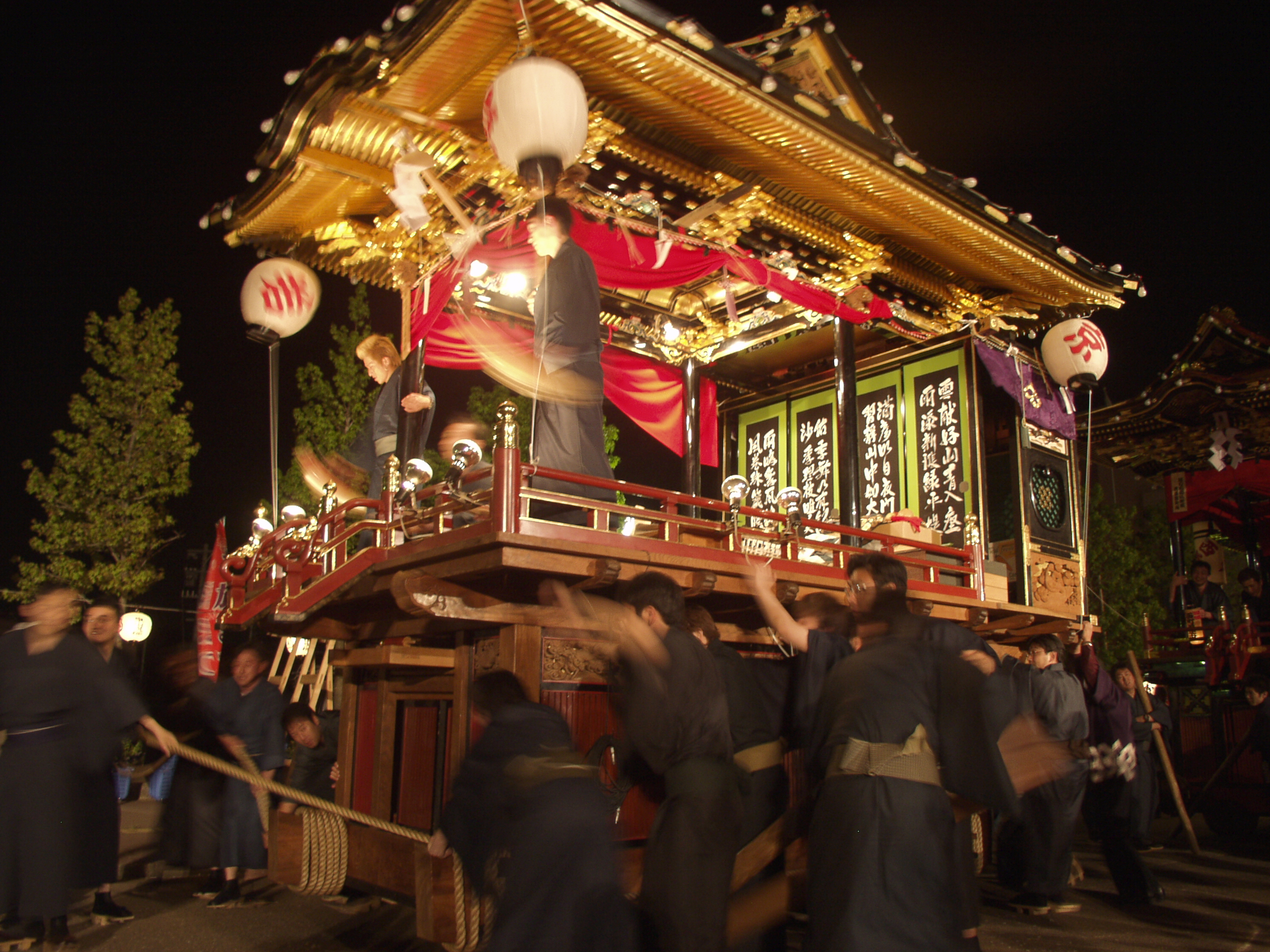
Otabi-Matsuri
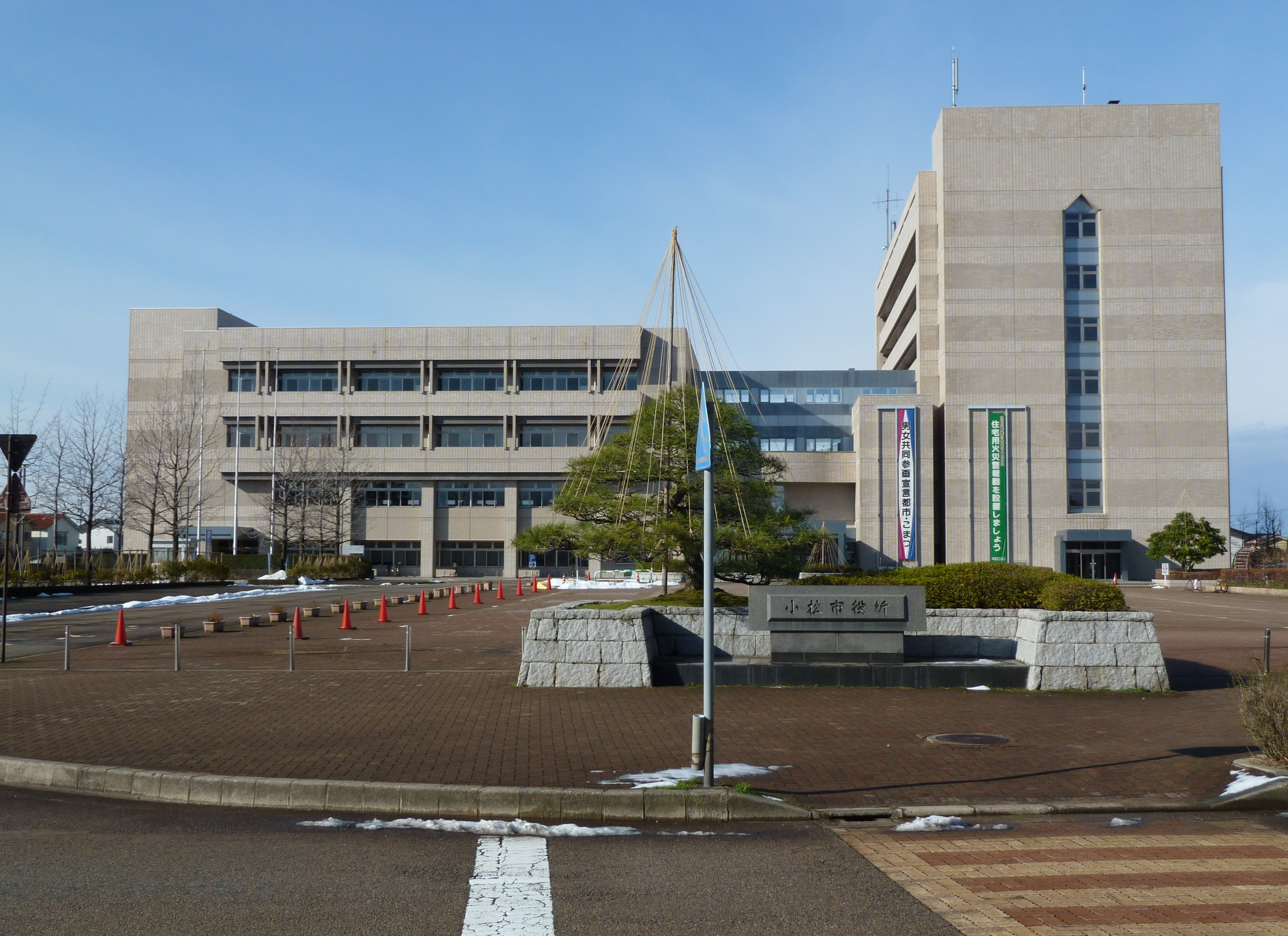
Rathaus von Komatsu

## Angrenzende Städte und Gemeinden
- Präfektur Ishikawa
  - Hakusan
  - Nomi
  - Kaga
- Präfektur Fukui
  - Katsuyama